# Natalia Douritskaïa
Natalia Ivanovna Douritskaïa (en russe : Наталья Ивановна Дурицкая), née le 16 juillet 1960 à Taganrog, en RSFS de Russie (Union soviétique), est une artiste-peintre russe, membre de l’Union des peintres de la Russie.

## Biographie
Née à Taganrog le 16 juillet 1960, élève de Leonid Stoukanov et Iouri Fessenko, de 1978 à 1982 elle a étudié à l’École artistique de Grekov M. B. (atelier de Iouri Fessenko) à Rostov-sur-le-Don. Ensuite elle a travaillé comme artiste décorateur dans un atelier de production créative de l’Union des peintres de la Russie. En 1987, elle a participé dans « L’Exposition d’un jour » du futur mouvement « L’Art ou la mort » (ville de Taganrog, Maison de la Culture de l’usine « Priboï »), exposition devenue par la suite célèbre dans les milieux des critiques d’art. De 1996 à 1999, elle a enseigné à l’École artistique pour enfants (dessin, peinture, histoire des arts). Depuis 2005, elle enseigne à l’École des arts de Rostov № 1 (dessin, peinture, histoire des arts, composition).
Elle vit à Rostov-sur-le-Don depuis 1999. La plupart du temps elle exerce à Taganrog.

## Collections
Les œuvres de Natalia Douritskaya se trouvent dans diverses collections :
- Le musée de l'art actuel ART4.RU, Moscou.
- Musée de l’Art plastique contemporain sur Dmitrovskaya, Rostov-sur-le-Don.
- Musée de l'art plastique, Taganrog.
- La collection de la Maison-musée de Maksimilian Voloshin, Koktebel.
- Musée de l’Art plastique, Volgodonsk.
- Galerie «Piter», Taganrog.
- Collections privées en Suisse, Allemagne, États-Unis, Israël, Russie.

## Expositions personnelles
- 2008 «Branches». Musée de l’Art plastique, Taganrog;
- 2006 «Tout simplement». Musée de l’Urbanisme et de la Vie quotidienne, Taganrog;
- 2004 «Natacha De». Exposition d’appartement, Rostov-sur-le-Don;
- 2000 «Rost’ov». Exposition d’appartement, Rostov-sur-le-Don;
- 1995 «La vie silencieuse de la nature morte». Salle d’expositions de l’école artistique pour enfants, Taganrog.

## Galerie

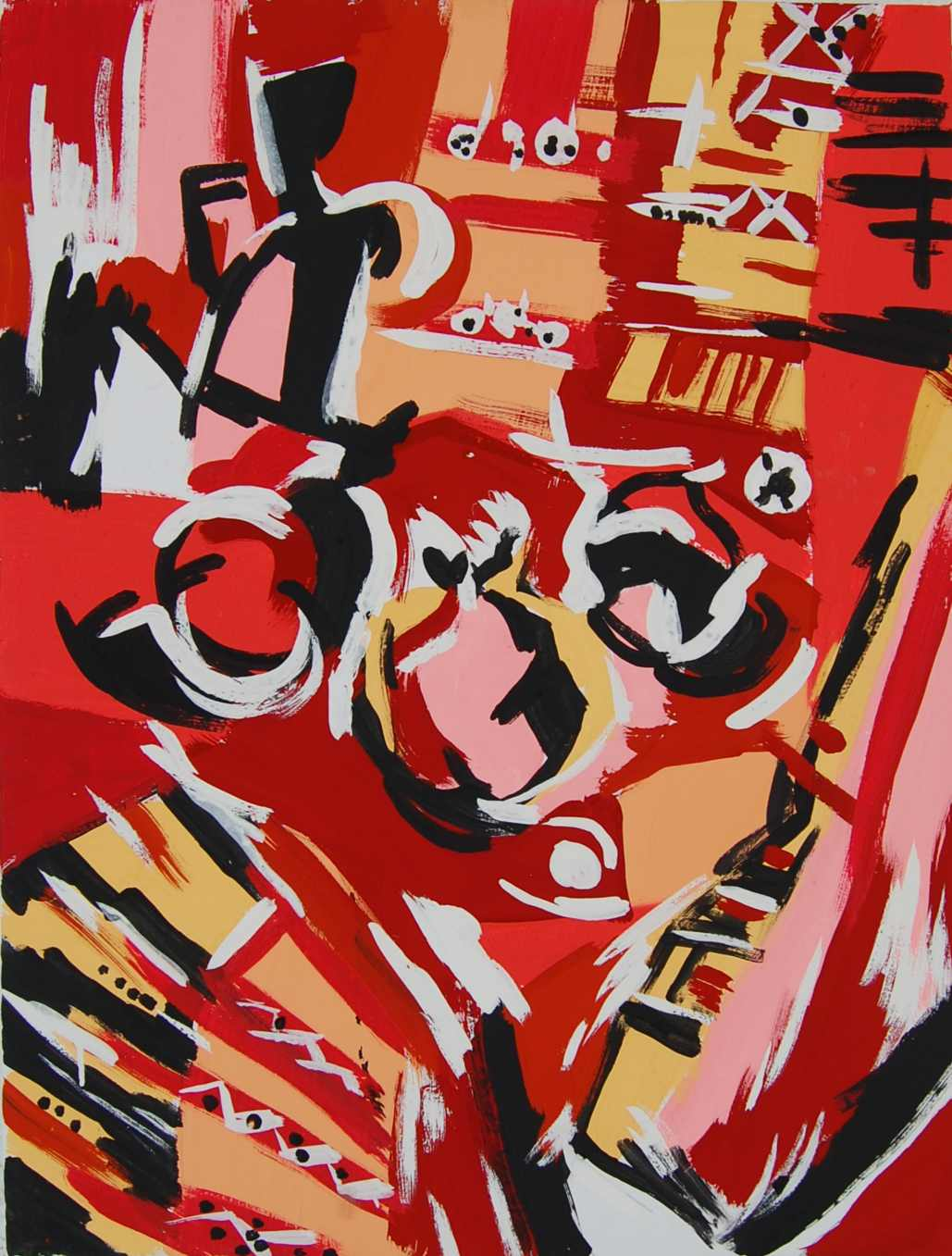
"Dreams of Grandmother Sarah", Paper/gouache, 68,5х52,5, 2008
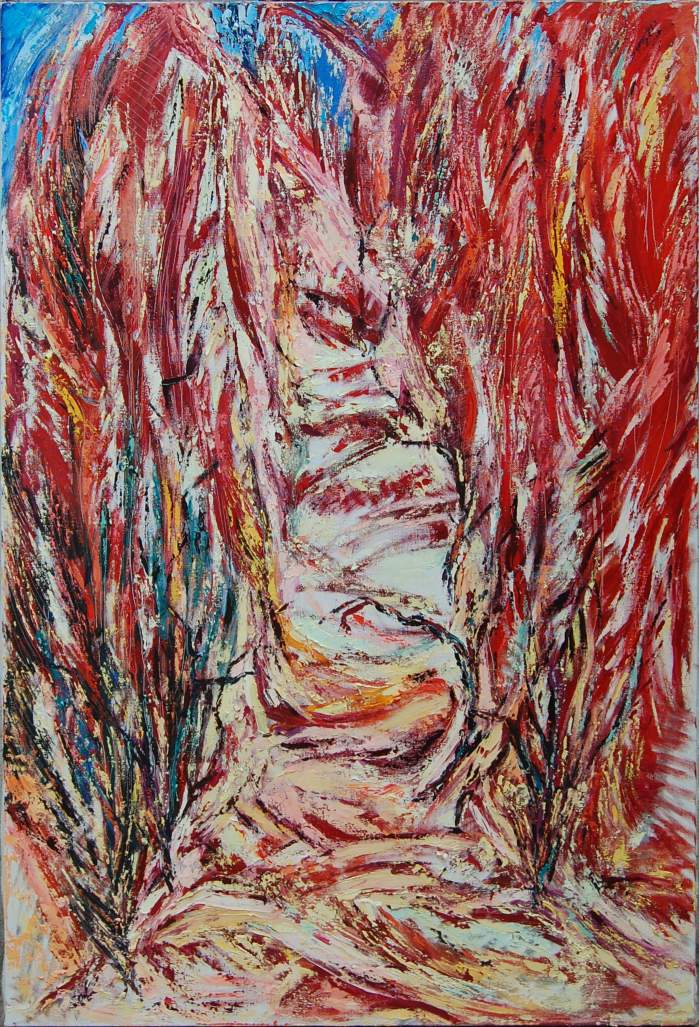
"Sutin's avenue", Canvas/oil, 140x95, 2008
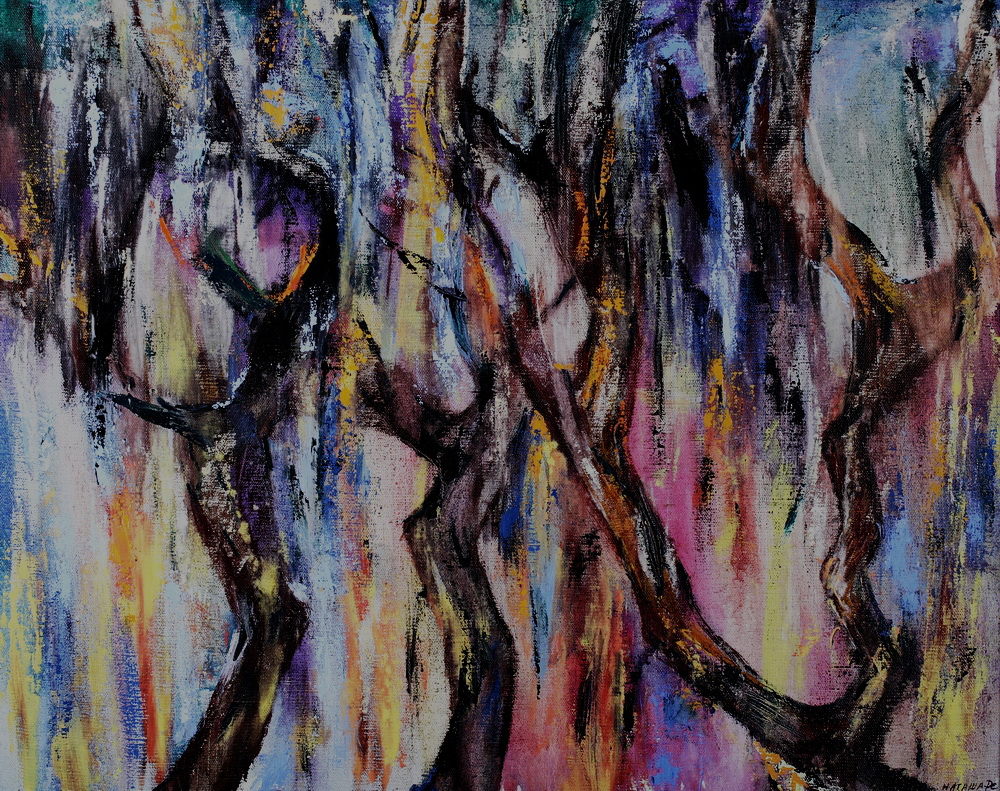
"Kapel' dojdya, pobejavshih vosled...", Canvas/oil, 64x81, 2007
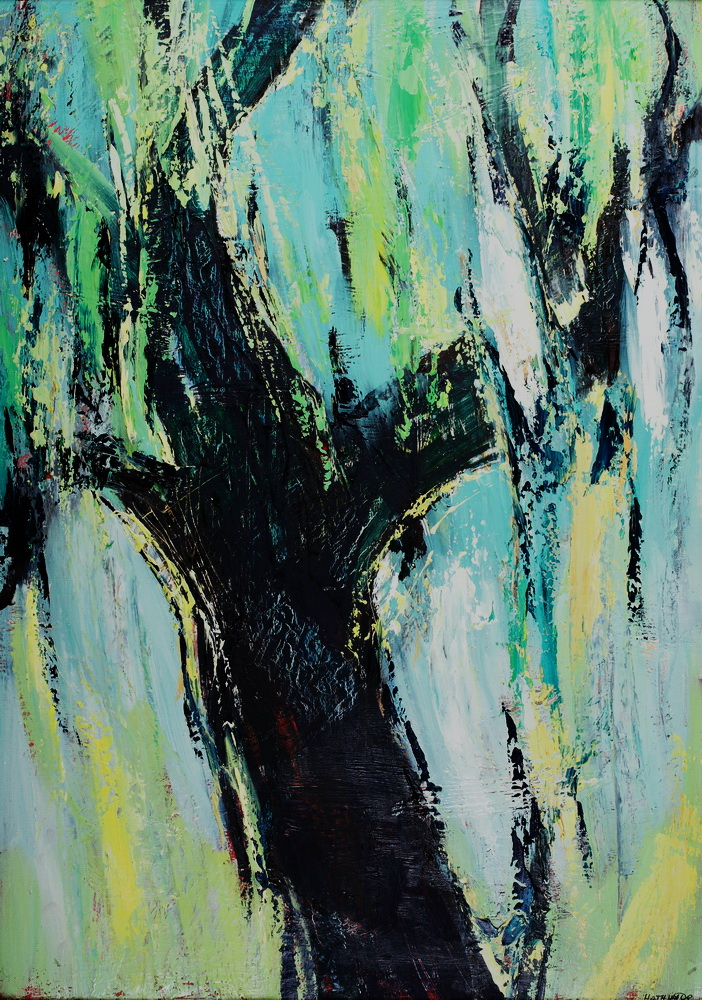
"Chernoe derevo", Cardboard/oil, 100x70, 2007
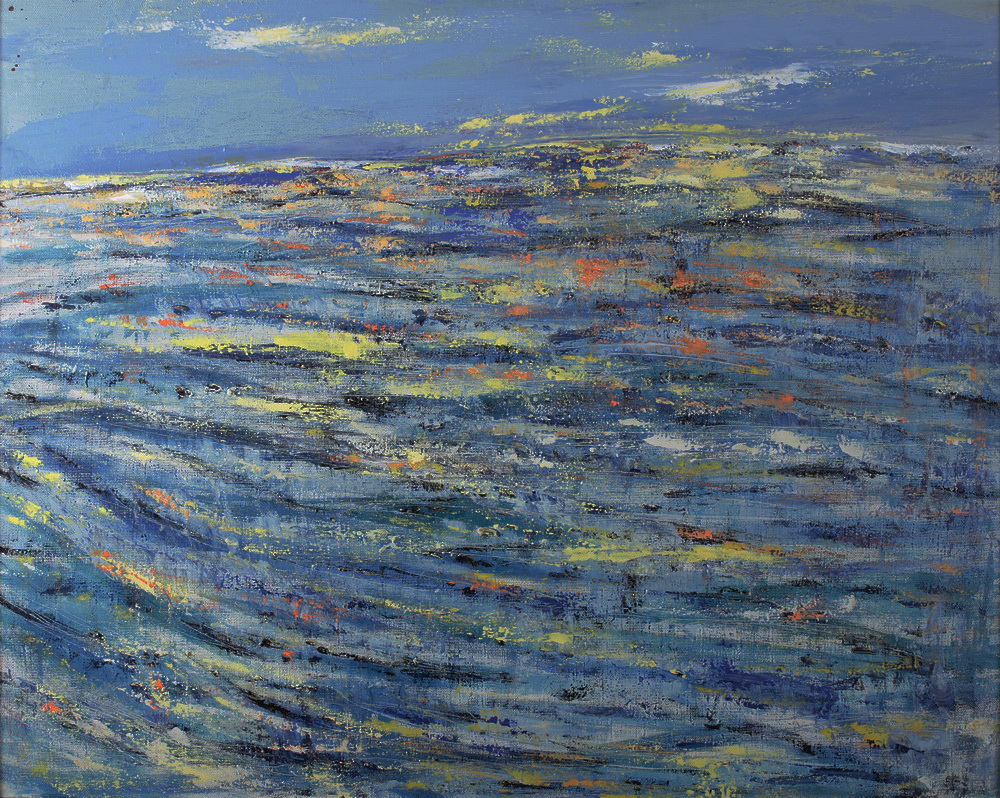
"Gulf of Taganrog", Canvas/oil, 81x102, 2006
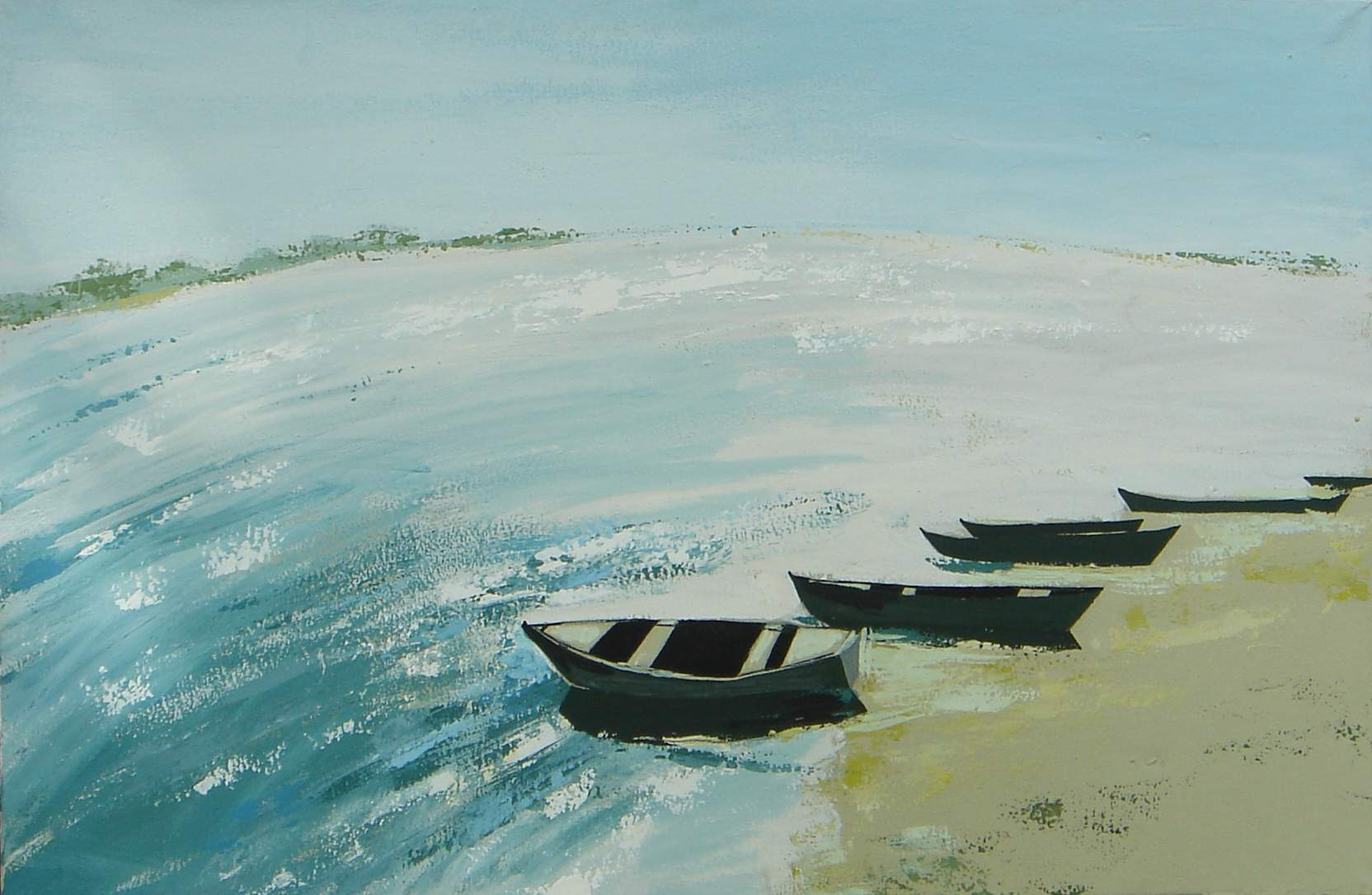
"I reki, svetlue kak nebesa...", Paper/gouache, 65x96, 2006
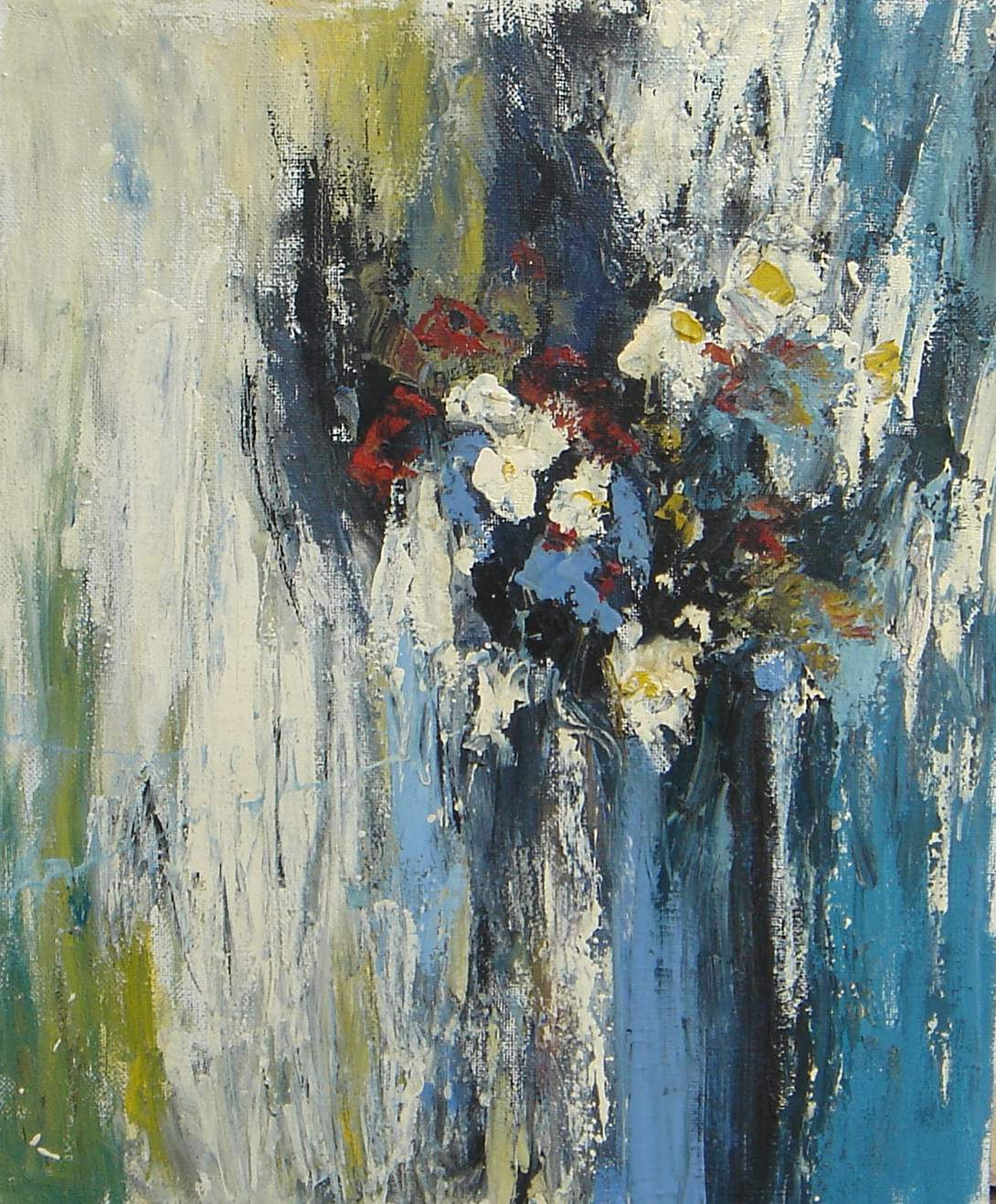
"Blue vase", Canvas/oil, 57x47, 2003

## Liens
- Site officiel de Natalia Douritskaïa;
- Sur l’exposition «BRANCHES» («VETVI») sur le site de «L’Association des critiques d’art».

## Sources
1. Galperin V. Vetvi pamiati (Branches du memoire), Molot, 1er février 2008.
2. Vladimirova M. A ty kakoye derevo ? (Quel arbre es-tu ?), Taganrogskaïa pravda, 19 janvier 2008.
3. Shabelnikov Y. Douritskaya, Novaïa taganrogskaïa gazeta, 2 décembre 2006.
4. Exposition Rossiya (La Russie), Taganrogskaïa pravda, 29 janvier 2004.
5. Encyclopedie de Taganrog', Taganrog, Anton, 1998, 624 p.  (ISBN 5-88040-017-4)
6. Voskovskaya T. Jizn stilya ili stil jizni ? (Vie de style ou style de vie ?) // Gorod. — 1995. — № 44
7. Pertsov A. Natalia Douritskaya, Catalogue de l’exposition « La vie silencieuse de la nature morte », 1995.